# Neonauclea endertii
Neonauclea endertii är en måreväxtart som beskrevs av Colin Ernest Ridsdale. Neonauclea endertii ingår i släktet Neonauclea och familjen måreväxter. Inga underarter finns listade i Catalogue of Life.